# Traite des êtres humains en Finlande
 (20 juin 2018).
Le contenu est difficilement compréhensible vu les erreurs de traduction, qui sont peut-être dues à l'utilisation d'un logiciel de traduction automatique.
 (21 juin 2018).
- Si vous ne connaissez pas le sujet, laissez ce bandeau (vous pouvez alors contacter les auteurs).
- Si vous supprimez le contenu mis en cause (vous pouvez préalablement contacter les auteurs),

argumentez précisément cette suppression dans la page de discussion
(un manque de référence n'est pas un argument ; une recherche réelle de référence doit avoir été effectuée, être formellement documentée).

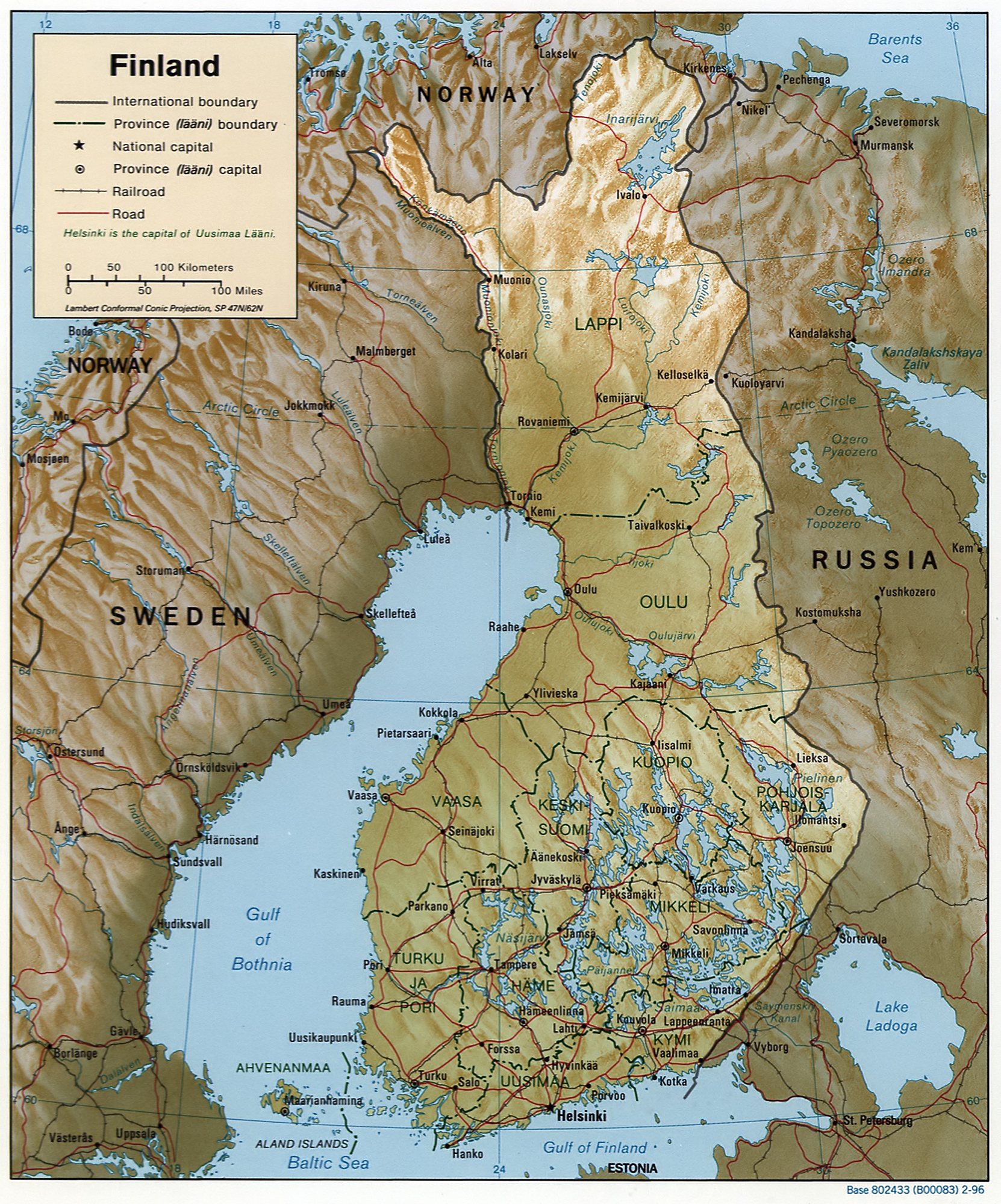
Une carte de la Finlande

Le trafic d'êtres humains en Finlande est le commerce des êtres humains qui a pour but l'esclavage sexuel, le travail forcé, l'exploitation sexuelle commerciale ou le prélèvement d'organes, dans les frontières de l'État finlandais. 

## Importance et formes de la traite
La Finlande est à la fois un lieu de transit et un pays de destination pour le trafic d'êtres humains  : dans une certaine mesure, elle est également considérée comme un pays source pour le trafic d'êtres humains. Ce trafic y est moins répandu que dans la plupart des autres pays de l'UE.
Les données chiffrées varient selon que l'on parle de victimes officiellement identifiées « enregistrées » ou de victimes présumées. Selon Eurostat Traite des êtres humains : « Conformément à la Directive 2011/36/UE, le terme victime désigne les personnes qui ont été formellement identifiées par les autorités comme victimes de la traite d'êtres humains. Le terme victime présumée est utilisé pour les victimes de la traite qui correspondent aux critères de la Directive de l'UE sans avoir été formellement identifiées comme telles par les autorités officielles, ou qui ont refusé d'être officiellement et légalement d'être identifiés comme victimes de la traite ».
En Finlande, le trafic d'êtres humains prend surtout la forme de la prostitution et du proxénétisme, ainsi que de l'exploitation par le travail ; en revanche, aucun incident de trafic d'organes n'a été détecté. L'exploitation par le travail est particulièrement répandue dans la cueillette de baies, la restauration, l'industrie du nettoyage, l'industrie du métal, les transports, la construction et le jardinage. Selon les statistiques fournies par Eurostat, en 2010-2012, il y avait un total de 231 victimes enregistrées de la traite des êtres humains en Finlande. La Police finlandaise estime que, chaque semaine, environ 200-250 femmes traversent la frontière finlandaise de l'Est pour travailler comme prostituées en Finlande. Chaque année, environ 10 000 à 15 000 prostituées viennent en Finlande pour y travailler un certain temps ; elles viennent de Russie, d'Estonie, de Lituanie et de Lettonie. Il n'est pas exclu que ces femmes travaillent comme prostituées sous la contrainte. En comparaison, le nombre de victimes de la traite en Suède était de 311, 179 en Danemark, 125 en Norvège, 135 en Estonie et 4 474 au Royaume-Uni.
La Finlande est également connue pour être un pays de transit pour la traite des enfants. Les enfants qui passent à travers la Finlande viennent principalement d'Asie de l'Est ; ils sont ensuite dirigés ailleurs en Europe.
Un total de 30 146 victimes présumées et formellement identifiées ont été enregistrées dans les 28 États Membres de l'UE en 2010-2012, dont plus d'un millier d'enfants victimes à des fins d'exploitation sexuelle. 80% des victimes étaient des femmes. 65% des victimes étaient des citoyens de l'UE.

## Poursuites et taux de condamnation

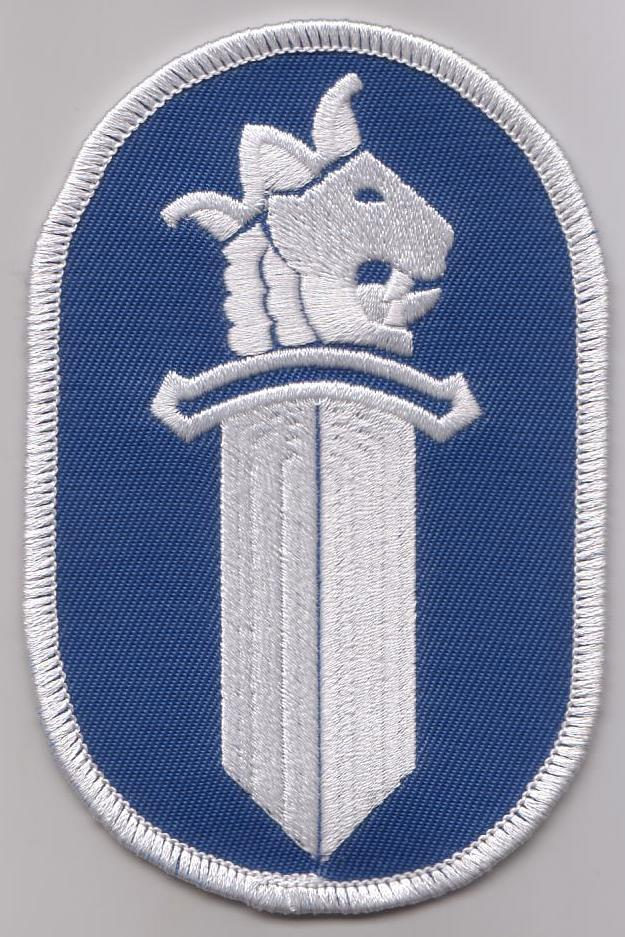
L'épée insigne de la police finlandaise

Aucune poursuite pour tourisme sexuel impliquant des enfants n'a été constatée en 2009.
En 2013, il y avait 12 enquêtes portant sur la traite sexuelle et 15 enquêtes pour trafic d'êtres humains en Finlande. Personne n'a été condamné pour traite à des fins d'exploitation sexuelle en 2013. 
L'immigration illégale est souvent associée à la traite des êtres humains. Le nombre de personnes qui ont utilisé des faux documents de voyage dans les contrôles aux frontières a été de plus de 200 en l'an 2000. Seuls quelques-uns de ces cas ont donné lieu à des poursuites.

## Législation
La Finlande a ratifié les Conventions de 1926, qui traite de l'esclavage, ainsi que la Convention de 1949, qui traite des êtres humains et la lutte contre l'exploitation d'autres personnes pour la prostitution, avec leurs modifications successives. La législation nationale sur la traite des êtres humains et la prostitution est principalement basée sur ces conventions et leurs exigences. L'ensemble du chapitre 25 du Code Pénal finlandais concerne les crimes portant atteinte aux libertés des personnes. Cependant, la seule partie qui traite directement de la traite des êtres humains est composée des paragraphes § 25:3 et § 25:3a (9.7.2004/650). Conformément à ces deux sections, le trafic d'êtres humains et le trafic d'êtres humains aggravé, ainsi que toute tentative de les commettre, sont des infractions passibles de sanctions en Finlande. Les lois sur la traite des êtres humains ont pris effet dans le Code Pénal en Août 2004. Avant cela, les cas de traite des êtres humains étaient punis en vertu de lois relatives à l'accès et la discrimination au travail. En cas de condamnation pour traite des êtres humains, le délinquant est passible d'une peine minimale de quatre mois de prison et d'une peine maximale de six ans. La peine pour trafic d'êtres humains aggravé varie de 2 à 10 ans d'emprisonnement. Des sanctions proportionnelles sont également prévues pour d'autres crimes graves, comme le viol. Bien que le gouvernement n'ait pas d'unité spécialisée dans la lutte contre la traite des êtres humains, il a intégré la sensibilisation à la lutte contre la traite des êtres humains dans la formation des nouvelles recrues de la police et des gardes-frontières, ainsi que du personnel de service. Le gouvernement a également formé ses procureurs dans les quatre dernières années. De plus, le gouvernement a distribué des tracts à des milliers de visiteurs lors d'un grand événement annuel pour les avertir que le tourisme sexuel impliquant des enfants est un crime. Les lois finlandaises prévoient une compétence extraterritoriale en ce qui concerne les délits de tourisme sexuel impliquant des enfants commis à l'étranger par des ressortissants finlandais.

### Les définitions de la traite des êtres humains dans le Code Pénal
La définition de la traite des êtres humains est stricte dans le Code Pénal. La traite des êtres humains est un crime contre la personne.
Les sections ci-dessous sont traduites du Code Pénal finnois.

#### Le trafic d'êtres humains 3 § (9.7.2004/650)
Toute personne qui
- tire profit de la victime à la charge du ou de la situation d'insécurité ou de la victime est sous la pression
- trompe la victime ou tire profit de la victime par tromperie
- est versée une indemnité à une personne qui est de garder la victime sous son contrôle
- reçoit une compensation pour opprimer une victime, le recrutement d'une victime ou de la remise, le transport, la réception ou le logement de la victime dans le but d'exploitation sexuelle à lui d'une manière décrite dans la première clause de 9 § dans le chapitre 20 du Code Pénal finlandais. Sinon, une personne qui vise à prendre sexuelle à l'avantage de la victime dans un mode qui est comparable à celle de la première clause de 9 § dans le chapitre 20 de finlandais Code Pénal, ou si il/elle reçoit une rémunération pour les opprimer ou le recrutement d'une victime ou de la remise, le transport, la réception ou le logement de la victime avec un but d'exploitation par le travail, ou de la soumettre à la victime de circonstances qui violent la dignité humaine ou le prélèvement d'organes ou de tissus, doit être condamné.
  - Chapitre 20, 9 § (24.7.1998/563), premier alinéa de l': une personne qui a organisé une chambre ou d'un autre espace pour être utilisé pour un rapport sexuel ou un acte comparable à celui, ou si l'espace doit être utilisé pour un acte sexuel ou d'une loi comparable et qui contrevient à l'évidence sexuelle modestie et est commis par un enfant de moins de 18 ans doivent être condamnées pour traite des êtres humains et condamnés à une peine de quatre mois minimum et d'un maximum de six ans de prison.

(19.12.2014/1177)
Une personne qui opprime une personne de moins de 18 ans ou recrute, transmet, transporte, reçoit ou héberge une personne mineure, dans le but mentionné au premier alinéa doivent être condamnés, même si aucun des moyens mentionnés au premier alinéa n'a été utilisé.
Une tentative est également punissable.

## Protection

### Le gouvernement
Le gouvernement finlandais a continué à fournir directement des abris, de la traite spécifiques de réadaptation de l'aide, des soins médicaux et à des adultes et des enfants victimes.
En vertu de la Loi sur l'Indemnisation pour Crime de Dommages, les victimes de la criminalité reçoivent des indemnités pour blessures, pour dommages à la propriété, ou pour toute autre perte financière causée par un crime.

## Prévention
De nombreux types d'organisations travaillent ensemble dans les efforts visant à prévenir la traite des personnes en Finlande.
Certaines de ces organisations sont subordonnées au gouvernement et de ses ministères.
Les plus importants organes de travail pour la lutte contre la traite des êtres humains en Finlande comprennent le Bureau de l'Immigration, de la Police, le Bureau National d'Enquête, les Gardes-Frontières, le Ministère de l'Emploi et de l'Économie ainsi que plusieurs organisations non gouvernementales telles que Tous Nos Enfants de l'Association, Amnesty International, la Finlande Association, les Réfugiés Centre de Conseils et de la Pro-Centre de soutien.
Les efforts du gouvernement pour surveiller et d'examiner sa lutte contre la traite des actions reflète un niveau élevé de la volonté politique de traiter le trafic d'êtres humains. Récemment, de nombreux partis politiques finlandais tels que Vasemmistoliitto (Alliance de la Gauche), Vihreä Liitto (Les Verts), Suomen Ruotsalainen Kansanpuolue et Suomen Kristillisdemokraatit (Démocrates-Chrétiens) ont abordé la question de la traite des êtres humains ainsi que l'égalité des sexes dans leurs manifestations pour l'élection parlementaire en 2015. Le gouvernement coopère avec différentes ONGs et les organisations pour fournir de l'aide aux les victimes de la traite en Finlande. En outre à l'intérieur de prévention de la traite des êtres humains, la Finlande lutte contre la traite du travail de l'UE et au niveau international. Par exemple, le gouvernement finlandais a pris en charge un anti-trafic de partenariat avec le Gouvernement du Nigeria en fournissant environ 1,1 million de dollars vers le Nigeria de lutte contre la traite de l'agence: le trafic d'êtres Humains a été criminalisé au Nigeria, assez récemment, en 2003. Un opérateur national NAPTIP (Agence Nationale pour l'Interdiction de la Traite des Personnes) a été établie pour l'application de la nouvelle de lutte contre la traite des lois. Outre des enquêtes criminelles, la NAPTIP est également chargée de la poursuite, la protection et la réhabilitation des victimes ainsi que pour éduquer et informer les victimes et le peuple.
Le gouvernement a également organisé et animé plusieurs séminaires et conférences traitant de traite des êtres humains et à sa prévention. Le Ministère des Affaires Étrangères a organisé une réunion concernant le trafic d'êtres humains, en 2004, en collaboration avec le Bureau des Institutions Démocratiques et des Droits de l'Homme (BIDDH), qui est la principale institution de l'Organisation pour la Sécurité et la Coopération en Europe (OSCE). L'année suivante, la Finlande a accueilli l'OTAN de lutte contre la traite des êtres humains séminaire.

### Le Centre National de Recherche et Développement pour le bien-être et la Santé
Le Ministère des Affaires Sociales et de la Santé a commencé un projet en 1998 avec l'objectif de prévention de la prostitution. C'était une partie d'un programme de cinq ans pour "la prévention de la violence à l'égard des femmes et la prostitution". Le National Centre de Recherche et Développement pour le bien-être et la Santé (STAKES) est le principal organisme d'exécution du projet.